# Cyanopterus bipunctipennis
Cyanopterus bipunctipennis är en stekelart som först beskrevs av Charles Thomas Brues 1926.  Cyanopterus bipunctipennis ingår i släktet Cyanopterus och familjen bracksteklar. Inga underarter finns listade i Catalogue of Life.